# Cao Shui
Cao Shui, también conocido como Shawn Cao o Cao Who (5 de junio de 1982), es un poeta, novelista y guionista chino que lidera el movimiento del “Greatpoemism”, el cual, tal y como menciona en la Declaración de dicho movimiento, persigue la integración de culturas sagradas y seculares, culturas orientales y occidentales, culturas antiguas y modernas en la literatura china. En 2008, renunció a un trabajo como periodista y viajó por el Tíbet y Xinjiang, que corresponde, desde su perspectiva, al centro de Eurasia o del mundo. Sus novelas “The Secret of Heaven” o “The Tower Babel Code” persiguen narrar en una trilogía toda la historia del desarrollo de la civilización humana. Su obra está enfocada en la reconstrucción de una República del ser humano en libertad, espacio que siempre es descrito como Eurasia, la cima de la torre Babel o las montañas Kunlun (Montañas del Cielo). Hasta el momento, se han publicado veinte libros de Cao Shui, incluyendo cinco poemaris, tres colecciones de ensayos, diez novelas, cien series de televisión y una película. Es miembro de la Asociación de Escritores de China, la Asociación de Cine de China y la Sociedad de Poesía de China. Es editor en jefe de Great Poem y editor en jefe adjunto de Poetry Weekly, la revista electrónica de poesía más grande de China.
- Datos: Q5034320